# 失眠的解藥
《失眠的解藥》（英語：The Cure for Insomnia），由John Henry Timmis IV執導，是當時經由金氏世界記錄認可的世界上片長最長的電影，該片於1987年首映。該片全長5,220分鐘（87小時），全片並沒有劇情，而是由藝術家Lee Groban朗讀他的長詩《A Cure for Insomnia》三天半之久，間中穿插著重金属音乐以及色情影片。
該電影於1987年1月31日至2月3日在美國芝加哥藝術學院無間斷進行首映。它尚未以DVD或其他家庭视频格式发布，所有已知副本都被视为已丢失。

## 外部連結
- 互联网电影数据库（IMDb）上《The Cure for Insomnia》的资料（英文）